# 7º Stormo
Il 7º Stormo della Regia Aeronautica viene costituito il 5 aprile 1924 come 7º Stormo BNL (Bombardamento Notturno Lontano) al Campo di aviazione di Taliedo.

## Storia

### Guerra d'Etiopia
Il 5 gennaio 1935, sul Campo della Promessa di Lonate Pozzolo il 7º Stormo BN (su due Gruppi: il IV Gruppo con la 14ª Squadriglia e 15ª Squadriglia ed il XXV Gruppo con la 8ª Squadriglia e 9ª Squadriglia) riceve l’avviso di preattivazione per esigenza in AO relativamente al XXV Gruppo nell'ambito della Guerra d'Etiopia. Il 29 gennaio il Gruppo, che si è imbarcato il 20 gennaio, arriva a Massaua.
Il 7º Stormo AO nasce il 25 febbraio 1935 con il IV Gruppo costituito dalla 14ª e 15ª Squadriglia. La 107ª Squadriglia nata all'Aeroporto di Torino-Mirafiori nello stesso periodo passa nello stormo alla data d’imbarco; Virgilio Rigolone il 25 febbraio assume il comando di stormo, che all'arrivo a Massaua avrà anche il XXV Gruppo. Il personale rimanente del 7º Stormo BN diventa 7º Stormo quadro.
Lo Stormo va a Mogadiscio (poi Aeroporto Internazionale Aden Adde).
Nell’aprile 1935 lo Stormo forma l’Aviazione della Somalia.
Il 2 ottobre 1935 dipendono dal Comando 7º Stormo bombardamento di Mogadiscio agli ordini del Tenente Colonnello Virgilio Rigolone:
- Comando XXV Gruppo Bombardamento;
- Squadriglia RT;
- 107ª Squadriglia Caccia di Mogadiscio.[1]

Nel frattempo dall'aprile 1935 il 7º Stormo metropolitano inizia a ricevere i primi Savoia-Marchetti S.M.81.

### Africa Orientale Italiana
Nell’agosto del 1936, nell'ambito dell'Africa Orientale Italiana, l’Aviazione della Somalia è formata dal 7º Stormo da cui dipendevano:
- XXV Gruppo (8ª e 9ª Squadriglia);
- XXXI Gruppo (65ª Squadriglia e 66ª Squadriglia);
- XLV Gruppo (2ª Squadriglia e 22ª Squadriglia)[2]

Il 7º Stormo viene chiuso il 1º ottobre 1936 con la riorganizzazione dei reparti in AO. Dal 1º ottobre i Comandi dell’Eritrea e della Somalia cambiano nome e si trasformano in Comando settore aeronautico nord con sede ad Asmara e Comando settore aeronautico sud con sede a Mogadiscio.

### Seconda guerra mondiale
Al 10 giugno 1940 il 7º Stormo Bombardamento Terrestre era al Campo della Promessa di Lonate Pozzolo al comando del Colonnello Loth Bernardi, inquadrato nella 4ª Divisione Aerea “Drago” di Novara della 1ª Squadra Aerea (1ª Squadra aerea) con:
- IV Gruppo su Fiat B.R.20 a Lonate Pozzolo:
  - 14ª Squadriglia;
  - 15ª Squadriglia.
- XXV Gruppo su Fiat B.R.20 a Ghemme con:
  - 8ª Squadriglia;
  - 9ª Squadriglia.

Dal 10 ottobre 1940 era all'Aeroporto di Cameri al 14 agosto 1942 comandato da:
- 10 ottobre 1940 - 19 marzo 1941: colonnello Loth Bernardi
- 20 marzo 1941 - 2 settembre 1941: colonnello Emilio Draghelli
- 3 settembre 1941 - 26 ottobre 1941: colonnello Celso Ranieri
- 27 ottobre 1941 - 12 novembre 1941: tenente colonnello Carlo Marazzani
- 13 novembre 1941 - 31 marzo 1942: colonnello Domenico Ludovico
- 1º aprile 1942 - 14 agosto 1942: tenente colonnello Ivo Ravazzoni

Il 4º Gruppo dall'aprile all'agosto 1942 fu di stanza all'aeroporto di Sciacca in Sicilia, quando fu trasferito all'aeroporto di Castelvetrano.